# Acadêmicos do Porto Ceciliano
Grêmio Recreativo Assistencial e Cultural Escola de Samba Acadêmicos do Porto Ceciliano (GRACES Acadêmicos do Porto Ceciliano) é uma escola de samba da cidade de Juiz de Fora, no estado brasileiro de Minas Gerais.
Estreou em 2011, onde com um enredo sobre reciclagem, obteve a quarta colocação do Grupo C do Carnaval.

## Carnavais
| Ano  | Colocação | Grupo | Enredo                                | Carnavalesco   | Ref.        |
| ---- | --------- | ----- | ------------------------------------- | -------------- | ----------- |
| 2011 | 4º lugar  | C     | Do Lixo que Reluz ao Brilho que Seduz | Alcides Ghedin | [ 1 ] [ 2 ] |
| 2012 |           | C     | Lua, lua, lua                         | Alcides Ghedin | [ 3 ]       |